# Ивановское (Кимовский район)
Ивановское — село в Кимовском районе Тульской области России.
В рамках административно-территориального устройства входит в Покровский сельский округ Кимовского района, в рамках организации местного самоуправления входит в сельское поселение Новольвовское.

## География
Расположено в 7 км к востоку от железнодорожной станции города Кимовска.

## Население
| 2010 |
| ---- |
| 23   |

## Известные жители
Жил и умер В. И. Губарев (1916—1992) — советский военнослужащий, пленивший (совместно с И. Е. Сидоровым) 21 мая 1945 года рейхфюрера СС Генриха Гиммлера.